# Мір Джафар
Мір Джафар Алі Хан Багадур (бл. 1691 — 5 лютого 1765) — бенгальський державний діяч арабського походження, субедар Бенгалії під час правління Наваб Аліварді-хана. Перший наваб Бенгалії, який правив під контролем Британської Ост-Індійської компанії. Наваб зробив Мір Джафара Бакші (посада після Наваба) і одружив з ним свою зведену сестру (Шах Ханум).

## Правління
Період його правління вважають початком британського імперіалізму в Індії та ключовим періодом у становленні домінування британців у всьому індійському субконтиненті.
Мір Джафар отримав пост наваба в результаті зради свого попередника, Сірадж-уд-Даули, завдяки чому британці здобули перемогу у битві під Плессі, а наваба вбили. Таким чином Мір Джафар став зручним для британців правителем Бенгалії.
Утім невдовзі новий наваб почав виявляти непокору, через що 1760 року англійці змусили його зректись престолу. Попри це, Мір Джафар доклав максимум зусиль, щоб його наступник, Мір Касім, не виправдав сподівань Компанії, і 1763 року зумів повернути собі владу. Після цього Мір Касім розпочав війну проти британців.